# Elvis-Presley-Statue (Memphis)

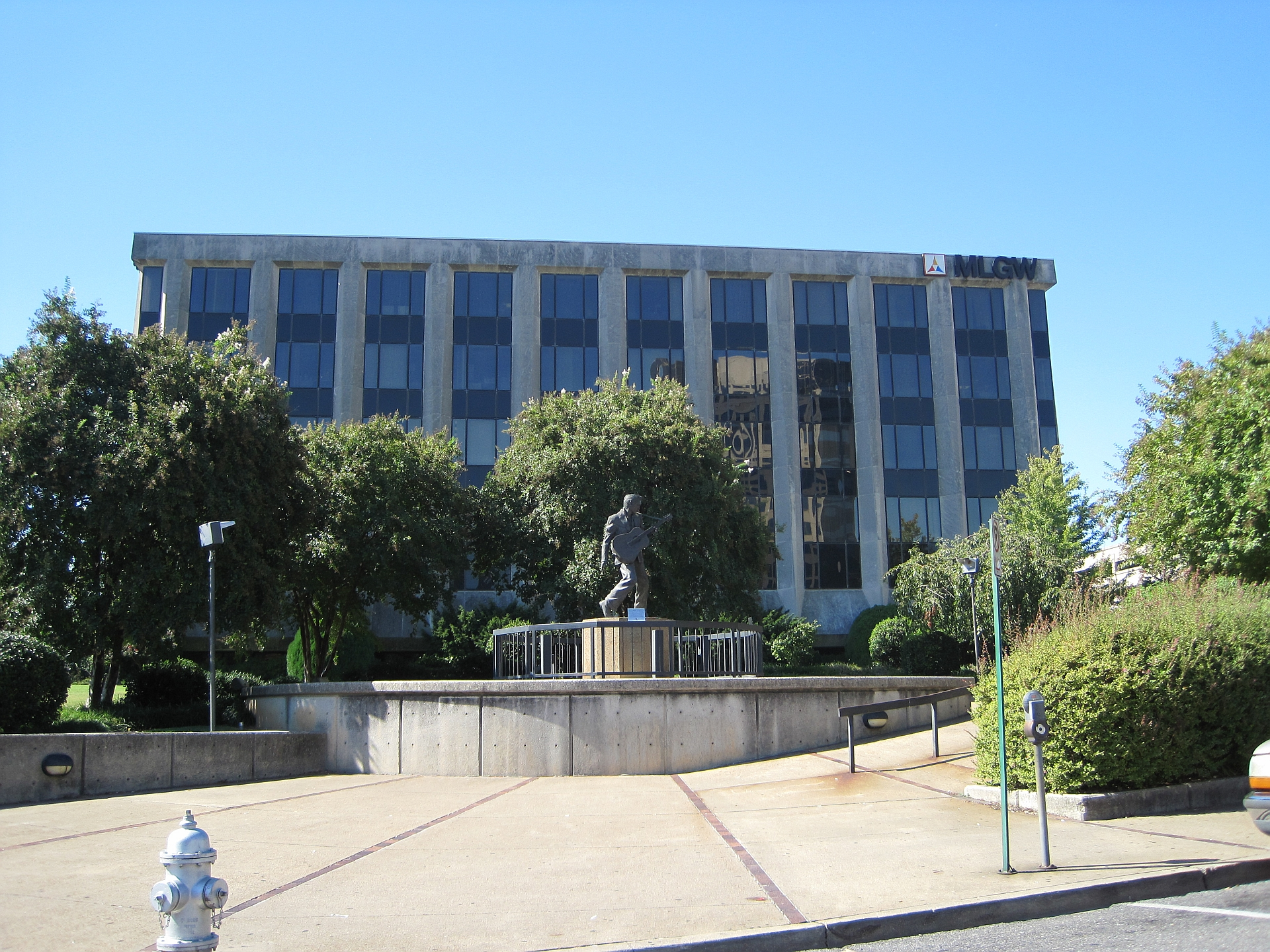
Ansicht aus der Ferne

Die Elvis-Presley-Statue ist ein auf einem Sockel stehendes Standbild des US-amerikanischen Rocksängers und Schauspielers Elvis Presley (1935–1977), das in Memphis im US-Bundesstaat Tennessee steht.

## Geschichte
Der Standort Memphis wurde gewählt, da Elvis Presley eine enge Verbindung zu dieser Stadt hat. Bereits im Jahr 1980 wurde dort auf dem Elvis Presley Plaza in Memphis eine Statue von Elvis Presley von dem Künstler Eric Parks geschaffen. Diese wurde jedoch von Fans stark beschädigt, die die Gitarrensaiten sowie die Quasten des Elvis-Anzugs entfernten und als Souvenir behielten. Um weitere Schäden zu vermeiden, wurde 1994 entschieden, die Statue zu entfernen. Drei Jahre lang blieb der Elvis Presley Plaza ein Ort ohne Standbild. 1997 wurde auf dem Platz schließlich eine neue Bronzestatue von Elvis Presley aufgestellt. Diese wurde von Andrea Lugar geformt und ist stabiler gebaut. Zur Sicherheit wurde außerdem ein mehreckiger, fester Zaun um die Statue angelegt, der jedoch einen freien Blick auf die Figur zulässt.

## Beschreibung
Die aus Bronze gefertigte Elvis-Presley-Statue hat eine Höhe von fast drei Metern. Das Standbild zeigt Presley während des Vortrags eines Songs. Die Beinstellung drückt aus, 
als schreite er über eine Bühne. Seine Gitarre hat der Sänger vor sich umgehängt, hält sie mit der linken Hand, greift jedoch mit der rechten Hand nicht in die Saiten. Die Skulptur steht auf einem rechteckigen Steinsockel.

## Weitere Elvis-Presley-Statuen
Weltweit existieren viele Statuen von Elvis Presley, die aus verschiedenen Materialien sowie in unterschiedlicher künstlerischer Qualität hergestellt wurden. Zu den Bronzeskulpturen zählen außer der Statue in Memphis, u. a. eine Darstellung des 13-jährigen Elvis in seiner Heimatstadt Tupelo sowie ein Standbild in dem israelischen Dorf Abu Gosch. Die folgenden Bilder vergleichen diese Skulpturen:

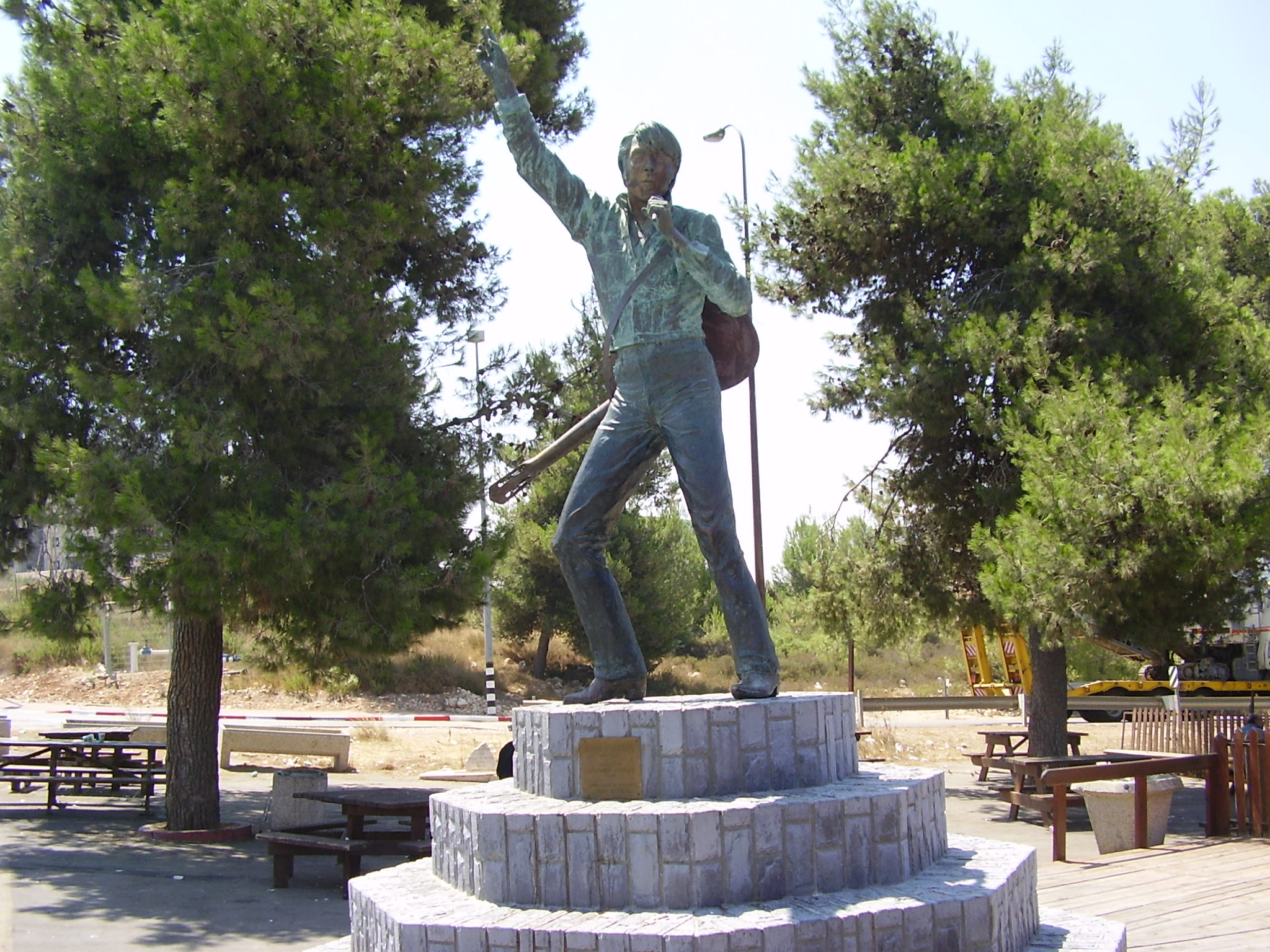
Abu Gosch